# أوليسس كاريون
أوليسس كاريون (بالإسبانية: Ulises Carrión)‏ هو مؤلف وكاتب وفنان مكسيكي، ولد في 1941 في مدينة فيراكروز في المكسيك، وتوفي في 1 أكتوبر 1989 في أمستردام في هولندا.

## وصلات خارجية
- الموقع الرسمي